# Robert Hettich

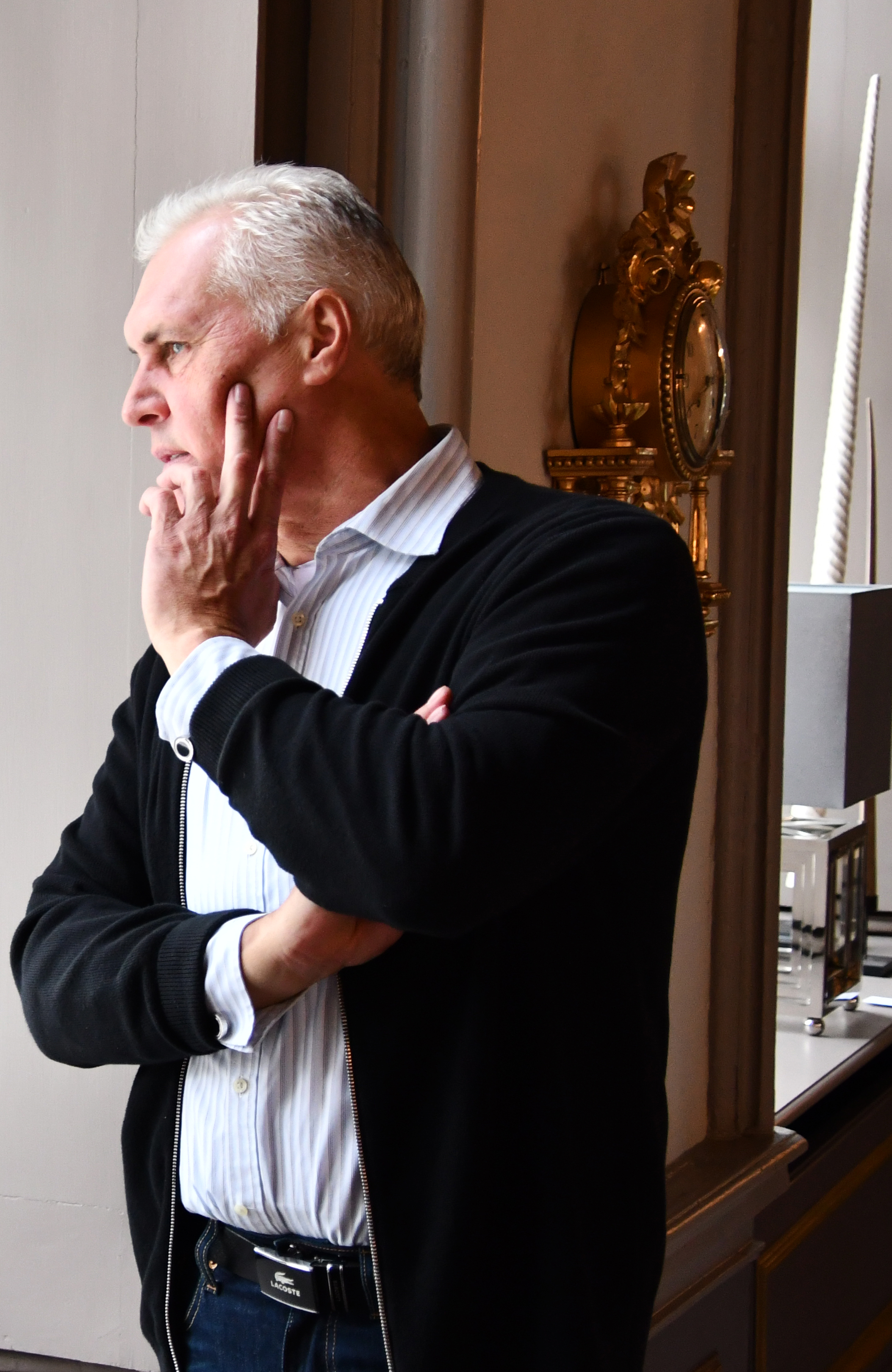
Robert Hettich (Porträt)

Robert Hettich (* 1964 in Taboschar, Tadschikische SSR, Sowjetunion) ist ein deutscher Grafik-Designer und Maler.

## Leben
Robert Hettich wurde geboren als Sohn russlanddeutscher Eltern in der ehemaligen Sowjetrepublik Tadschikistan (heute ein unabhängiger Staat). Er absolvierte dort die Oberschule und zugleich eine Musik- und Malschule. Im Anschluss an seinen Militärdienst studierte er von 1984 bis 1988 Kunst, Grafik und Malerei in Leninabad, UdSSR.
1988 emigrierte er mit seiner Familie in den Westen. Von 1992 bis 1997 studierte er an der Fachhochschule Hannover für Kunst und Design im Fachbereich Grafik-Design. 1997 schloss er sein Studium mit einem zweiten Diplom ab.
Seitdem ist Hettich als freiberuflicher Grafik-Designer tätig. Seit 2001 ist er freischaffender Künstler. Hettich betreibt eine eigene Kunstschule.
Robert Hettich wohnt, arbeitet und lehrt in Langenhagen bei Hannover.

## Werke
Charakteristisch für die Arbeiten von Robert Hettich ist die Nähe seiner Malerei zur Musik. Die Kunsthistorikerin Helga Wäß bezeichnet Hettich in einem Porträt des Künstlers deshalb als „[e]in[en] Komponist[en] der Farben“. In dem Porträt von Wäß wird der dreifache Bezug deutlich, den Hettichs Malerei zur Musik hat:
1. Die Musik kann Motiv seiner Bilder sein: Es gibt eine Reihe verfremdeter Musiker-Porträts oder Szenen, in denen sich Musiker und Instrumente entweder deutlich erkennen lassen (z. B. „Konzert“, 2008, oder „Vier Jahreszeiten“ [nach Vivaldis „Le quattro stagioni“], 2019) oder zumindest zu erahnen sind (z. B. „C-Moll“, 2019). Andere Bilder benutzen den motivischen Bezug zur Akustik nur noch metaphorisch (z. B. mehrere Bilder mit dem Titel „Stadtklang“, 2014 und 2015).
2. Die Musik begleitet Hettich bei seinem Mal-Prozess: er hört Musik, während er malt, und lässt sich von ihr inspirieren. Christina Bendigs zitiert in ihrem Artikel in der Magdeburger Volksstimme den Künstler selbst mit den Worten: „Ich übersetze sie [die Musik] in Farbe“.
3. Die Malweise Hettichs, sein Stil, kann treffend mit akustischen Analogien und musikalischen Metaphern beschrieben werden, wie Wäß in ihrem Porträt Hettichs und auch der Maler selbst es tun: Bendig gibt Hettich mit den Worten wieder, „teils male er im schwungvollen Legato, mal im klopfenden Staccato“.
Weitere häufige Bildmotive bei Hettich sind impressionistische Figurengruppen in lichtdurchfluteten Innenräumen, expressiv kristalline Straßen- und Stadtansichten oder organische, ans Surreale grenzende Naturlandschaften.
Daneben gibt es Motive und Bilder-Serien, die auf Auftragsarbeiten zurückgehen - etwa eine Reihe mit Pferde-Darstellungen und Polo-Sportlern (ab 2011; ursprünglich für das Event „Polo+10 & ART“ der Zeitschrift Polo+10 in Zusammenarbeit mit der Berenberg Bank in Hamburg) oder eine Reihe von Auto-Gemälden (ab 2018; ursprünglich für eine Ausstellung zusammen mit der Oldtimer-Sammlung Eilers mit dem Titel „City-Classic - Robert Hettich und Eilers“ in Hannover): „Diese Formen, diese Linien, diese Details – da ging es um Schönheit, um Eleganz und nicht nur um Funktionalität. Dem Charme dieser Oldtimer kann man sich doch gar nicht entziehen. Das musste ich einfach malen.“, sagt Hettich über diese Bilder. Gemeinsam ist beiden Motiv-Gruppen die Darstellung von machtvoller Dynamik, von Kraft und Bewegung: die Polo-Bilder zeigen Dramatik und Eleganz dieses Sports wie die Oldtimer-Bilder zugleich das Erhabene und Feingliedrige der dargestellten Fahrzeuge zeigen - beides in teils dramatischen Momentaufnahmen und überwiegend auf großen Formaten.
Auch seinen künstlerischen Durchbruch verdankt Hettich einem Arbeitsauftrag: der Gestaltung der Lobby des Sheraton Pelikan Hotels in Hannover (2001 bis 2003). Hier sind seine Bilder bis heute im öffentlich zugänglichen Bereich des Hotels zu sehen.
Die bevorzugten Materialien Hettichs sind Öl- und Acryl-Farben (auf Leinwand).

## Ausstellungen (Auswahl)
2009 bekommt Hettich eine Einzelausstellung im Gartensaal des Hannoverschen Neuen Rathauses: Unter dem Titel „Hommage an Hannover“ zeigt Hettich Bilder von Motiven der Stadt Hannover, darunter mehrere Bilder mit Innen- und Außenansichten des Rathauses. Eröffnet wird die Ausstellung vom damaligen Ministerpräsidenten Christian Wulff. Auf der Finissage der Ausstellung stiftet Hettich eines seiner Bilder für die Versteigerung zugunsten der Stiftung „Eine Chance für Kinder“ mit deren damaliger Schirmherrin Bettina Wulff. Die Stadt Hannover kauft drei Originale und elf Drucke seiner Bilder, die bis heute im Gartensaal des Neuen Rathauses öffentlich zu sehen sind. 2012 folgt eine zweite Einzelausstellung im Gartensaal des Neuen Rathauses.
Im Folgenden eine Auswahl der Einzel- und Gruppenausstellungen von Robert Hettich:
- (2009) Einzelausstellung „Hommage an Hannover“ im Neuen Rathaus, Hannover.
- (2012) Einzelausstellung „Interlunium / Zwischenzeit“ im Neues Rathaus, Hannover, 31.03.2012 – 26.04.2012.
- (2013) Einzelausstellung „Gesellschaft in Moll“ in der Gallery Minerva in Malmö, 31.05.2013 – 31.08.2013.
- (2013) Einzelausstellung „Flash - Paris“ in der Gallery Art 89 in Paris, 26.09.2013 – 22.11.2013.
- (2017) „7th Beijing International Art Biennale“ - eine Gemeinschaftsausstellung mit Internationalen Künstlern im National Art Museum of China unter dem Titel „Silk Road and World's Civilizations“, Peking, 24.09.2017 – 15.10.2017
- (2018) Ausstellung im Rahmen des Salon du Carrousel du Louvre, Paris
- (2019) „8th Beijing International Art Biennale“ - eine Gemeinschaftsausstellung mit Internationalen Künstlern im National Art Museum of China unter dem Titel „A Colorful World and A Shared Future“, Peking, 26.08.2019 – 23.09.2019
- (2019) Gemeinschaftsausstellung im Museum of Modern Art in Baku, Aserbaidschan
- (2021) Einzelausstellung „Stream“ in der Galerie fabra ars in Magdeburg, 12.06.2021 – 08.07.2021.
- (2023) in Berlin soll in einem Studio die nächste Ausstellung zu sehen sein ab Oktober 2023

## Ehrung und Jury-Mitgliedschaft
- 2007 wurde Robert Hettich im Beisein von Ministerpräsident Christian Wulff von der CDU Niedersachsen als Beispiel gelungener Integration geehrt.[7]
- 2015 war Robert Hettich Jury-Mitglied des „Kunstpreises Worpswede“ (wegen Streitigkeiten um die Namensrechte heute „Kunstpreis Deutschland“[8]) und 2016 Kurator der Ausstellung der 30 besten Werke unter den mehr als 500 eingesandten Arbeiten in den Räumen des Hotels Adlon in Berlin. Das Thema des Wettbewerbs lautete „Gewalt - Macht - Herrscher“.[9]